# Beutelreusch
Beutelreusch ist ein Ortsteil der Gemeinde Illerkirchberg im Alb-Donau-Kreis in Baden-Württemberg. Der Weiler liegt circa zwei Kilometer südlich von Oberkirchberg.

## Geschichte
Beutelreusch wird 1347 erstmals urkundlich erwähnt. Der Ort gehörte stets zur Grafschaft Kirchberg. Kirchberger Lehen der Fülhin kamen 1386 an die Ehinger und vor 1469 an die Low zu Ulm. 
Im Zuge der baden-württembergischen Gebietsreform kam Beutelreusch am 1. April 1972 durch den freiwilligen Zusammenschluss der damals selbstständigen Gemeinden Oberkirchberg, zu dem es gehörte, und Unterkirchberg zur neu gegründeten Gemeinde Illerkirchberg.

## Sehenswürdigkeiten
- Kapelle St. Leonhard, erbaut 1763